# Nicole Haislett
Nicole Lee Haislett, po mężu Bacher (ur. 16 grudnia 1972 w St. Petersburg) – amerykańska pływaczka. Trzykrotna złota medalistka olimpijska z Barcelony.
Specjalizowała się w stylu dowolnym i w Barcelonie triumfowała na dystansie 200 metrów. Kolejne dwa złota dorzuciła w wyścigach sztafetowych. W 1991 została mistrzynią świata na dystansie 100 metrów kraulem i przerwała kilkunastoletnią dominację pływaczek z NRD. Była także członkinią złotych sztafet.

## Starty olimpijskie (medale)
Barcelona 1992
- 200 m kraulem, 4 × 100 m kraulem, 4 × 100 m zmiennym –  złoto